# 高司裕也
高司 裕也（たかじゆうや、1982年1月9日 - ）は、BalonQ Sport & Formacion代表。元FC今治スポーツダイレクター（2015年 - 2018年）。現在、スペインのバルセロナ在住。
| 高司 裕也(Takaji Yuya)    | 高司 裕也(Takaji Yuya) |
| NSS_Coach_Yuya_Takaji.jpg | NSS_Coach_Yuya_Takaji.jpg |
| ------------------------- | --- |
| カタカナ                  | タカジ ユウヤ |
| ラテン文字                | TAKAJI Yuya |
| 国籍                      | 日本 |
| 出身地                    | 大分 |
| 生年月日                  | 1982年１月9日 |
| 役職                      | トップチームSD |
| 出身校                    | 福岡市立東若久小学校 川口市立東中学校 埼玉県浦和市立高校 東京学芸大学 |
| 選手歴                    | 東京学芸大学 → 埼玉SC（関東リーグ1部） |
| 経歴                      | 大分県佐伯市生まれ。埼玉県川口市育ち。 |
| 経歴                      | 小学校1年次から地元の少年団でサッカーを始める。 小学校3年時に福岡市へと引っ越し、 中学1年時までわかばFCサッカーをプレーする。 |
| 経歴                      | 中学2年次に川口市へ戻り、川口東中学校へ転校、 その後さいたま市立浦和高等学校へ入学。 同校サッカー部に所属しプレーする。 |
| 経歴                      | 1997年高校卒業後、東京学芸大学教育学部に入学。 東京学芸大学蹴球部では、同期にいた、 鹿島アントラーズで活躍した岩政大樹らとプレーし 2年次には関東新人サッカー大会で優勝、 4年次までは、公式戦出場機会に恵まれなかったが、 前期リーグ終盤戦で公式戦デビューを果たし、 続く関東選手権（現アミノバイタルカップ）で優勝する。 |
| 経歴                      | 夏の大学サッカー総理大臣杯では、ベスト８で福岡大学に敗れる。 |
| 経歴                      | 2004年大学卒業後、埼玉県で高校の教員を経て、三郷高校サッカー部で指導、 2007年には埼玉県選抜U16を指導し、メキシコ遠征を実施する。 |
| 経歴                      | 2008年に、教員を退職し、同年6月に、スペインのバルセロナへ 語学留学のため渡西する。 |
| 経歴                      | バルセロナ自治大学（UAB）で、スペイン語を学びながら、 サッカー指導者、コーディネート、通訳などサッカーの仕事に従事する。 |
| 経歴                      | 2010年に、Escuela Turbulaにおいて、 カタルーニャ協会サッカー指導者ライセンスレベル1と2を取得し、 翌年 BalonQ Sport & Formacionをスペインに設立。 |
| 経歴                      | 2011年には、FCバルセロナメソッドダイレクターを務めた Joan Vila氏、Ferran Vila氏とともに、 日本でサッカーの指導、講習会活動を実施する。 |
| 経歴                      | 2014年7月26日。来日していたJoan Vila氏らと共に、 現FC今治会長の岡田武史氏らとの出会いを経て、 FC今治のOKADAメソッドの構築、クラブの立ち上げ、 強化に携わる仕事を行うこととなる。 |
| 経歴                      | 2015年 FC今治へ入団し、オプティマイゼーション事業部長へ就任。 同年、吉武博文氏、Ferran Vila氏、大木武氏、眞藤邦彦氏らとともに メソッドの構築を行う。 |
| 経歴                      | バルセロナトレーニングメソッド - 世界最高のサッカー指導書 (翻訳)を行う。 |
| 経歴                      | 2016年。FC今治においてJFL昇格を達成し、2017年からはJFLでリーグを戦う。 |
| 経歴                      | 2017、2018シーズンとJ3昇格を目指して戦うが、 昇格を達成することはできずにシーズンを終える。 |
| 経歴                      | 2019年。FC今治今治を退団し、現在はスペイン・バルセロナにて、 日本とスペインの架け橋となる仕事に従事している。 |
| 経歴                      | イニエスタとNissanのCMに出演する。 |
| 経歴                      | 2019年8月 サッカー日本協会の技術委員会と契約。 |